# Jogo eletrônico de labirinto

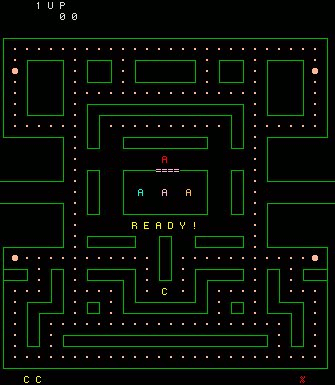
Myman um jogo de labirinto nitidamente inspirado em Pac-Man.

Jogo eletrônico de labirinto é um gênero de jogos de videogame em que o jogador percorre por labirinto. O jogo requer uma ação rápida do jogador para escapar de monstros ou outros oponentes, ou navegar pelo labirinto dentro de um limite de tempo. Existem diversas variantes deste tipo de jogo: o mais famoso é Pac-Man.